# Južna mazgunska piramida
Južna mazgunska piramida je staroegipčanska kraljeva grobnica, zgrajena v Dvanajsti ali Trinajsti egipčanski dinastiji (19.-18. stoletje pr. n. št.) v Mazguni, 5. km južno od Dahšurja, Egipt. Piramida ni bila dokončana. Zaradi pomanjkanja napisov še vedno ni znano, kateremu faraonu je pripadala. Piramido je leta 1910 odkril Ernest Mackay. Izkopal  jo je angleški arheolog Flinders Petrie leta 1911.

## Prepoznavanje
Piramida ima nekaj podobnosti s Havarsko piramido Amenemheta III., zato so jo običajno pripisovali njegovemu sinu Amenemhetu IV. (konec 19. stoletja pr. n. št.). Bližnjo Severno mazgunsko piramido so pripisovali njegovi sestri Sobekneferu, zadnji vladarici Dvanajste dinastije.  Nekateri raziskovalci, med njimi William C. Hayes,  so bili zaradi  podobnosti s Hendžerjevo piramido prepričani,  da je bila zgrajena v Trinajsti dinastiji. Če je to res, bi lahko pripadala enemu od številnih faraonov, ki so vladali na začetku Trinajste dinastije in med vladanjem Mernefere Aja ali kmalu za njim izgubili oblast v severnih delih Egipta.

## Opis
Tloris piramide je bil kvadrat s stranico 52,5 m. Jedro iz blatnih zidakov je bilo visoko največ dva sloja. Blokov kamnite obloga niso odkrili, zato se njene načrtovane višine in naklona ne da ugotoviti. 
Vhod v piramido je na sredini južne stranice. Od tam vodijo stopnice do vodoravnega hodnika in niše, iz katere so potisnili kamnite bloke za zapiranje pogrebne komore. Od tam vodijo še ene stopnice do drugega bloka, ki je še vedno v svoji niši. 
Hodnik v obliki črke U pripelje do pogrebne sobe z zatrepom. V njej je bil prazen, vendar rabljen sarkofag iz kvarcita in nekaj grobnih pridatkov: tri svetilke iz apnenca, posoda v obliki race iz alabastra, posodica za kozmetiko iz alabastra in kos poliranega lojevca. 
Kompleks je imel valovito obzidje, v katerem so sredi vzhodnega zidu ostanki vzidane kapele. Kapela je imela veliko osrednjo dvorano in na beh straneh skladiščne prostore. Osrednje dvorana je imela na jugozahodnem vogalu dvorano za žrtvovanje z obokano streho.
- Načrt Južne mazgunske piramide
- Načrt podzemnih prostorov
- Pokrov sarkofaga
- Stropni bloki iz apnenca
- Stopnice vzhodno od predprostora
- Stopnice, ki vodijo v pogrebno sobo
- Perimeter